# Кроскат

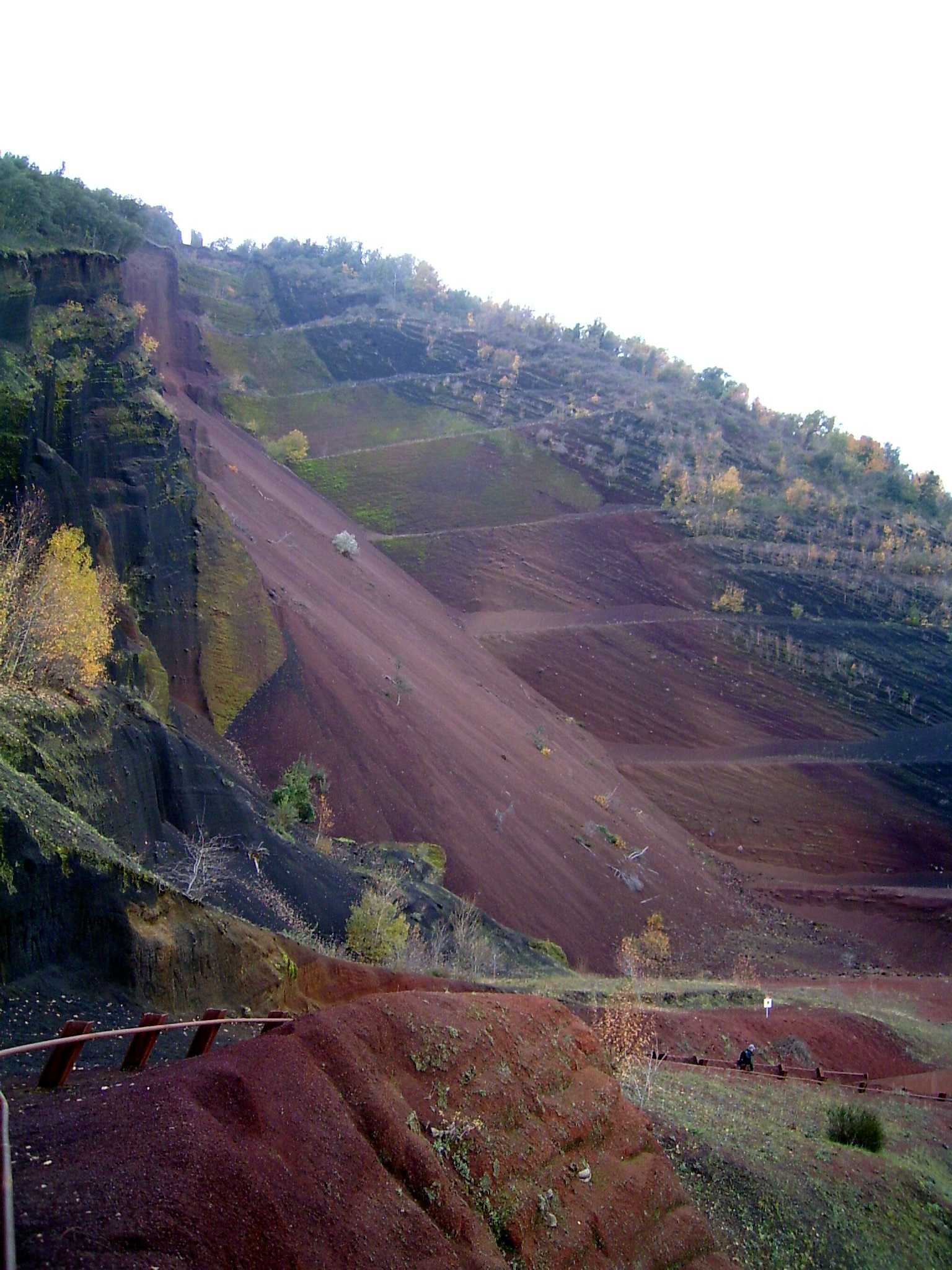
Гравийные отложения на Кроскате.

Кроскат (испанское произношение) или Крускат (каталанское произношение), кат. Croscat — вулкан в составе Каталонских гор. Расположен на территории коммуны Санта-Пау (комарка Ла Гарроча, Каталония) к северо-западу от зоны городской застройки.
Это самый крупный вулкан в составе вулканического региона Олот высотой в 786 м и диаметром основания 800 м.
Расположен в природном парке Вулканической зоны Гарроча.
Конус вулкана, образованный извержением стромболийского типа, составляет в высоту 160 м и является крупнейшим на Иберийском полуострове. Последний раз он извергался около 12000 г. до н. э..
На вершине вулкана обнаружены останки старинной оборонительной башни.
В течение 25 лет на вулкане велась добыча гравия, прекращённая в 1991.